# خالتي قماشة (مسلسل)
خالتي قماشة، مسلسل تلفزيوني كوميدي كويتي، إنتج وعرض على تلفزيون الكويت في العام 1983. كتبه طارق عثمان وأخرجه حمدي فريد.

## قصة العمل
تدور أحداثه في منزل الأم العجوز «قماشة» (حياة الفهد) التي تسعى للحفاظ على سلوك أبناءها، ولتبقى مسيطرة عليهم وعلى زوجاتهم، حيث تضع كاميرات تجسس في غرف أبناءها المتزوجين لتبقى على اطلاع بما يودون القيام به.
يتزوج ابنها «سلطان» (غانم الصالح) آخر العنقود في «محبوبة» (سعاد عبد الله) التي تكتشف سر هذه الكاميرات، لأنها الوحيدة في المنزل المتعلمة وصاحبة الأختراعات. تدور أحداث المسلسل والمشاكل تزداد بين «محبوبة» و«قماشة» بتحريض «محبوبة» زوجات الأبنين الآخرين على «حماتهم قماشة» لتستمر الخلافات بينهم. المسلسل يسلط الضوء بأسلوب ساخر على التدخل الزائد للأهل في حياة الأبناء.

### خلف كواليسه
كانت هناك عدة أسماء مقترحة كعنوان للمسلسل قبل مسمى خالتي قماشة مثل بيت العز، مدرسة الزوجات، إمبراطورية قماشة، الخالة قماشة، كما أن الفنانة حياة الفهد رفضت النص للمرة الأولى التي عرض عليها حيث قالت إن فكرة المسلسل أقرب للخيال ولكن بإصرار من بقية الكاست وافقت واصبح خالتي قماشة جزء لا يتجزا من حياة الفهد ونقطة مميزة في تاريخها الفني، كانت هناك بعض الأسماء المقترحة للمشاركة في عمل مثل سمير القلاف بأحدى الأدوار وانتصار الشراح في دور لطيفة ابنة قماشة، نبيل شعيل في دور عادل ابن قماشة ولكن كالعادة الأدوار والشخصيات تنتقل من شخص لأخر.

## المشاركين والشخصيات
| الممثل           | الدور     | الشخصية |
| ---------------- | --------- | --- |
| حياة الفهد       | قماشة     | سيدة البيت وأم حنضل وعادل وسلطان ولطيفة، تتمتع بشخصية قوية ومسيطرة على البيت                                           |
| علي المفيدي      | حنضل      | ابن قماشة الأكبر ويشتهر بالبخل الشديد ويعمل دلال في العقارات                                                           |
| غانم الصالح      | سلطان     | خبير الطب العربي ذو العلاقات النسائية المتعددة التي تستمر حتى بعد الزواج ويقرر الزواج بمحبوبة لانها رفضته              |
| سعاد عبد الله    | محبوبة    | زوجة سلطان المثقفة والعالمة هي الأقوى من بين زوجات الأبناء وهي التي اكتشفت كاميرات التجسس                              |
| خالد النفيسي     | حجي مرزوق | أب محبوبة يتزوج لطيفة بعد وفاة زوجته أم محبوبه وليلى                                                                   |
| مريم الصالح      | حنان      | زوجه عادل وهي نكدية ودائمة الضغط على زوجها وترغمه على السكن في بيت آخر بعيداً عن أمه قماشة                              |
| مريم الغضبان     | نسمة      | زوجة حنضل وأم لأربع بنات وهوايتها المفضلة الأكل                                                                        |
| خليل إسماعيل     | عادل      | المطرب والفتى المدلع لأمه قماشة وهو ضعيف الشخصية وتسيطر عليه تاره أمه وتاره زوجته حنان                                 |
| استقلال أحمد     | لطيفة     | ابنة قماشة الوحيدة تطلقت من زوجها الأول لتدخل أمها قماشة المستمر في حياتها تتزوجت من الحجي مرزوق وتتطلق منه لنفس السبب |
| عبد الرحمن العقل | مفتاح     | اليتيم الذي رباه الحجي مرزوق ويعمل في بيته                                                                             |
| رجاء محمد        | ليلى      | أخت محبوبة الأصغر وهي تتمتع بموهبة غنائية                                                                              |

## وصلات خارجية
- خالتي قماشة على موقع IMDb (الإنجليزية)
- خالتي قماشة على موقع قاعدة بيانات الأفلام العربية
- خالتي قماشة على موقع كينوبويسك (الروسية)
- خالتي قماشة على موقع قاعدة بيانات الفيلم (الإنجليزية)